# 과테말라의 공휴일
과테말라의 공휴일은 다음과 같다.
| 날짜           | 공휴일 이름          | 비 고 |
| -------------- | -------------------- | ----- |
| 1월 1일        | 새해 첫날            |       |
| 3~4월 중(이동) | 성목요일             |       |
| 3~4월 중(이동) | 성금요일             |       |
| 3~4월 중(이동) | 성토요일             |       |
| 5월 1일        | 노동절               |       |
| 6월 30일       | 육군의 날            |       |
| 9월 15일       | 독립기념일           |       |
| 10월 20일      | 과테말라 혁명 기념일 |       |
| 11월 1일       | 모든 성인 대축일     |       |
| 12월 24일      | 크리스마스 이브      |       |
| 12월 25일      | 크리스마스           |       |
| 12월 31일      | 신년전야             |       |